# Marcillac

Marcillac este o comună în departamentul Gironde din sud-vestul Franței. În 2009 avea o populație de 1.152 de locuitori.

## Evoluția populației
| An        | 1975  | 1982  | 1990  | 1999 | 2006  | 2009  |
| --------- | ----- | ----- | ----- | ---- | ----- | ----- |
| Populație | 1.061 | 1.066 | 1.115 | 996  | 1.069 | 1.152 |